# Ушаков, Василий Дмитриевич
Василий Дмитриевич Ушаков (15.01.1912 — 01.06.1980) — разведчик-наблюдатель управления 2-го дивизиона 113-го минометного полка 2-й минометной бригады, красноармеец.

## Биография
Родился 15 января 1912 года в деревне Вятка-1, Глазовского района Удмуртии,. Удмурт. Работал в хозяйстве отца. Когда в деревне организовался колхоз, был рядовым колхозником, затем трактористом, комбайнером МТС в селе Пудем Ярского района Удмуртии.
В декабре 1941 года был призван в Красную Армию. В запасном полку прошел четырёхмесячную подготовку, получил специальность артиллерийского разведчика. С мая 1942 года участвовал в боях с захватчиками на фронтах Великой Отечественной войны. Воевал на Западном, Брянском, 1-м и 2-м Белорусских фронтах. В 1942 году вступил в ВКП/КПСС.
К лету 1943 года воевал разведчиком-наблюдателем управления 2-го дивизиона 113-го минометного полка 2-й минометной бригады, с этой частью прошел до конца войны. В августе 1943 года получил первую боевую награду — медаль «За боевые заслуги».
К концу 1944 года на груди разведчика-наблюдателя Ушакова было ещё две медали «За отвагу».
14 января 1945 году в бою при прорыве обороны противника на западном берегу реки Висла близ населенного пункта Грабув-над-Пилицей, находясь в передовых цепях наступающей пехоты, подорвал расчет пулемета. 15 января там же выявил 2 замаскированные артиллерийские батареи врага, которые по его целеуказаниям были затем накрыты огнём. Своими действиями способствовал продвижению вперед подразделений 288-го гвардейского стрелкового полка.
Приказом по 5-й артиллерийской дивизии прорыва РГК от 10 марта 1945 года красноармеец Ушаков Василий Дмитриевич награждён орденом Славы 3-й степени.
В период 14-19 марта 1945 года, в боях по ликвидации плацдарма противника на правом берегу реки Одер восточнее города Штеттин красноармеец Ушаков выявил позиции 75-мм орудия, миномета, 2-х пулеметных точек противника и передал их координаты на огневые позиции своих батарей. Огнём дивизиона враг был уничтожен. 17 марта в составе стрелкового отделения участвовал в бою в районе города Кёнигсдорф и огнём из автомата истребил 12 противников, чем способствовал захвату южной окраины населенного пункт и моста, который враг готовил к подрыву. Был представлен к награждению орденом Красного Знамени, но командующим артиллерией статус награды был изменен.
Приказом по войскам 1-го Белорусского фронта от 16 мая 1945 года красноармеец Ушаков Василий Дмитриевич награждён орденом Славы 2-й степени.
30 апреля 1945 года при прорыве обороны врага у города Бранденбург красноармеец Ушаков обнаружил минометную батарею и 3 пулеметные точки противника, которые были затем уничтожены. 6 мая 1945 года в бою за населенный пункт Банитц по его целеуказаниям были выведены из строя 2 дзота с их боевыми расчетами.
В октябре 1945 года старшина Ушаков был демобилизован. Вернулся на родину.
Указом Президиума Верховного Совета СССР от 15 мая 1946 года за отвагу и геройства в боях с немецкими захватчиками в Великой Отечественной войне красноармеец Ушаков Василий Дмитриевич награждён орденом Славы 1-й степени. Стал полным кавалером ордена Славы.
Жил в селе Пудем Ярского района Удмуртии. Работал лесником Верхне-Вятского лесничества. Скончался 1 июня 1980 года.
Награждён орденами Славы 3-х степеней, медалями, в том числе двумя «За отвагу» и медалью «За боевые заслуги».